# Ctenobelba pectinigera
Ctenobelba pectinigera är en kvalsterart som först beskrevs av Berlese 1908.  Ctenobelba pectinigera ingår i släktet Ctenobelba och familjen Ctenobelbidae. Inga underarter finns listade i Catalogue of Life.